# Stiftung Deutsche Klassenlotterie Berlin

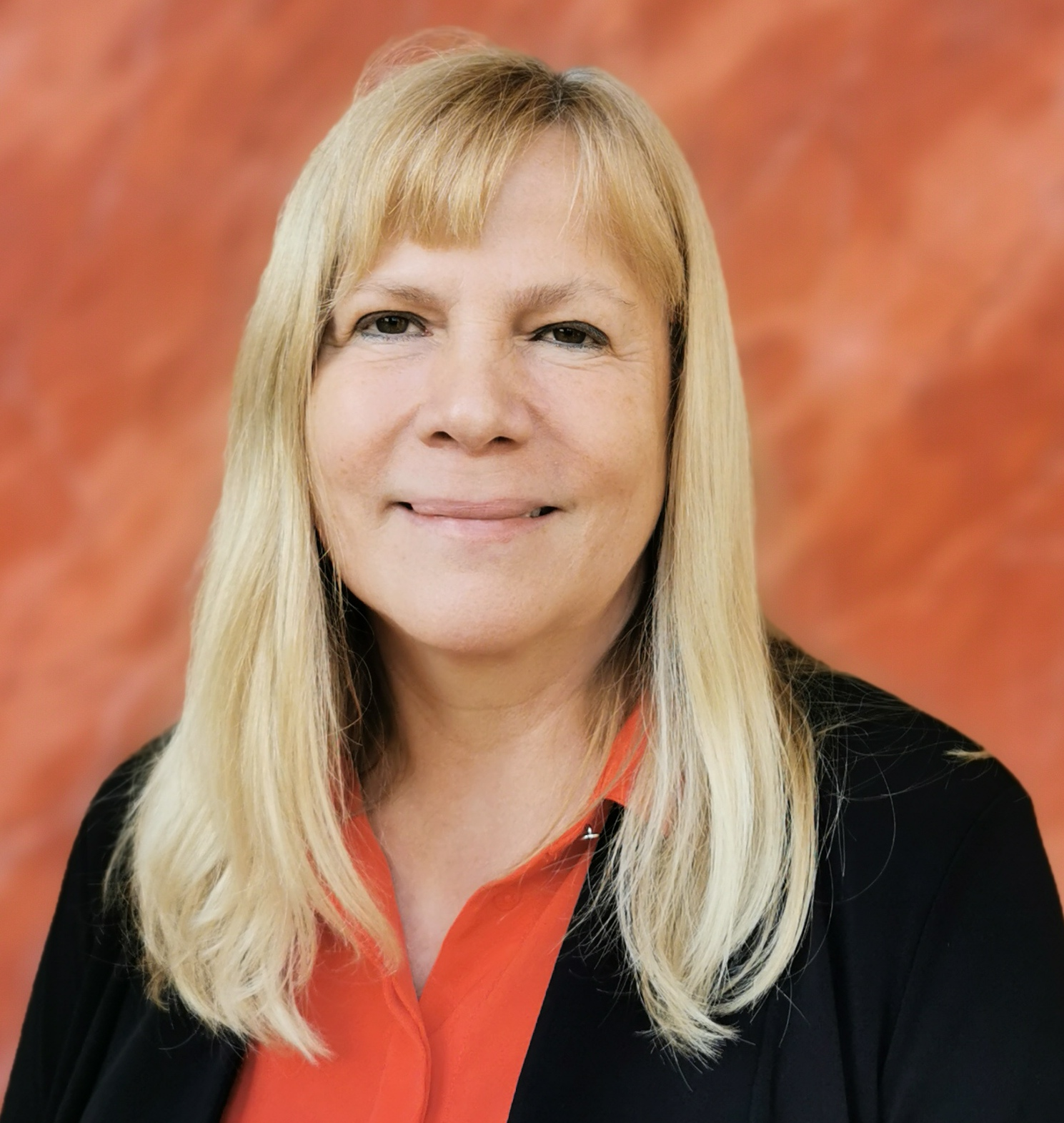
Marion Bleß (2025)

Die Stiftung Deutsche Klassenlotterie Berlin (DKLB-Stiftung; auch Lotto-Stiftung Berlin) ist eine rechtsfähige Stiftung des öffentlichen Rechts mit Sitz in Berlin. Sie verfolgt gemeinnützige Zwecke. Stiftungszweck ist die Gewährung von Zuwendungen für soziale, karitative, dem Umweltschutz dienliche, kulturelle, staatsbürgerliche, jugendfördernde und sportliche Vorhaben. Dies wird durch eine gesetzlich geregelte Zweckabgabe ermöglicht, die von der Deutschen Klassenlotterie Berlin (DKLB) an die Stiftung fließt.
Die DKLB-Stiftung besteht seit dem 1. Januar 1975; sie wurde aufgrund des Gesetzes Deutsche Klassenlotterie Berlin und die Stiftung Deutsche Klassenlotterie Berlin (DKLB-Gesetz) vom 7. Juni 1974 gegründet.

## Geschichte
Die Stiftung Deutsche Klassenlotterie Berlin wurde 1974 gegründet. Basis für diese Gründung ist das DKLB-Gesetz vom 7. Juni 1974. Es trat am 1. Januar 1975 in Kraft.
Mit Errichtung der Stiftung sollten insbesondere feste Rahmenbedingungen für das Zuwendungsgeschäft geschaffen werden. Ziel war es u. a., der Stiftung zu ermöglichen, selbst Vermögen zu bilden und damit die Zuwendungen variabler zu gestalten.
Vor Errichtung der Stiftung wurde die Verteilung der Überschüsse der DKLB durch den Beirat vorgenommen. Der Beirat war ein Organ der DKLB mit der Aufgabe, die Überschüsse aus dem Lotteriegeschäft für gemeinnützige Zwecke zu verteilen. In seiner Funktion war er dem heutigen Stiftungsrat gleichgestellt. Schon zu Beginn der 70er Jahre wurden jeweils drei vom Senat bestellte und vom Abgeordnetenhaus gewählte Personen in den Beirat aufgenommen.
Die Stiftung verwaltet und verteilt seitdem die ihr gemäß § 6 des DKLB-Gesetzes zur Verfügung stehenden Mittel. Sie verfolgt gemeinnützige Zwecke und fördert ausschließlich soziale, karitative, dem Umweltschutz dienliche, kulturelle, staatsbürgerliche, jugendfördernde und sportliche Vorhaben durch Gewährung von Zuwendungen.
Für die Stiftung wurde mit Datum vom 4. März 1975 gemäß § 16 des DKLB-Gesetzes eine Satzung erlassen. Sie enthält nähere Bestimmungen über die Verwendung und Verteilung der Mittel, die aufgrund der gesetzlichen Grundlage von der DKLB an die Stiftung zur Verfügung gestellt werden.

## Aufgabe
Die Aufgaben der Stiftung sind in § 11 DKLB-Gesetz festgelegt.
Die Stiftung verwaltet und verteilt die ihr gemäß § 6 DKLB-Gesetz zur Verfügung stehenden Mittel. Die Deutsche Klassenlotterie Berlin ist verpflichtet, eine Zweckabgabe in Höhe von 20 Prozent der Spieleinsätze und ihren Bilanzgewinn an die DKLB-Stiftung abzuführen. Die Stiftung verfolgt gemeinnützige Zwecke; sie fördert ausschließlich soziale, karitative, dem Umweltschutz dienliche, kulturelle, staatsbürgerliche, jugendfördernde und sportliche Vorhaben durch Gewährung von Zuwendungen. Eine Rücklagenbildung ist nur zulässig, soweit dies zur Erreichung der genannten Zwecke erforderlich ist.
Ein Rechtsanspruch auf eine Zuwendung besteht nicht. Zuwendungen an natürliche Personen sind nur für kulturelle Zwecke zulässig, sofern die geförderte Maßnahme der Öffentlichkeit zugänglich gemacht wird.
Die Stiftung hat eine Nachweisung über die Verteilung der Mittel im Einzelnen jeweils für ein Kalendervierteljahr dem Abgeordnetenhaus zur Kenntnis vorzulegen.
Die Stiftung kann mit Zustimmung des Stiftungsrats in besonderen Fällen andere Geschäfte betreiben.
Zuwendungen
Bei der Stiftung können zwei Arten der Zuwendung beantragt werden:
1. Projektförderungen sind Zuwendungen zur Deckung von Ausgaben für einzelne abgegrenzte Vorhaben.
2. Institutionelle Förderungen sind Zuwendungen zur Deckung der gesamten Ausgaben oder eines nicht abgegrenzten Teils der Ausgaben auf der Grundlage eines Haushalts- oder Wirtschaftsplanes.

Die Zuwendungen können gewährt werden in Form von:
- Grundstücken, Grundstücksgleichen Rechten, Gebäuden oder beweglichen Sachen ohne angemessene Gegenleistung
- Verlustdeckungszusagen oder Bürgschaftsübernahmen
- Darlehen oder bedingt rückzahlbaren Leistungen
- zweckgebundenen Zuschüssen, Schuldendiensthilfen oder anderen nicht rückzahlbaren Leistungen

## Stiftungsrat
Welche Projekte durch die Stiftung Deutsche Klassenlotterie Berlin unterstützt werden, darüber entscheidet ein unabhängiger Stiftungsrat. Ihm gehören je drei vom Senat von Berlin bestellte und vom Abgeordnetenhaus von Berlin gewählte Mitglieder an. Der Stiftungsrat wird für die Dauer der Wahlperiode des Abgeordnetenhauses gebildet und bleibt bis zur Neubildung im Amt. Er kommt in der Regel viermal im Jahr zusammen und berät über die Förderanträge, die bei der Stiftung eingereicht und durch die jeweils zuständige Senatsfachverwaltung begutachtet wurden.
Mitglieder des Stiftungsrates (Stand: Oktober 2020)
- Michael Müller (Vorsitzender), Regierender Bürgermeister von Berlin
- Ramona Pop (Stellvertretende Vorsitzende), Senatorin für Wirtschaft, Energie und Betriebe
- Elke Breitenbach, Senatorin für Integration, Arbeit und Soziales
- Raed Saleh, SPD-Fraktion im Abgeordnetenhaus von Berlin
- Burkard Dregger, CDU-Fraktion im Abgeordnetenhaus von Berlin
- Carsten Schatz, Fraktion-Die Linke im Abgeordnetenhaus von Berlin